# Menefeeceratops
Menefeeceratops sealeyi
Genre
Espèce
Menefeeceratops (qui signifie « visage cornu de la formation de Menefee ») est un genre éteint de dinosaures cératopsidés de la formation de Menefee au Nouveau-Mexique, aux États-Unis. Il s'agit potentiellement du plus ancien membre connu des cératopsidés, ainsi que de la sous-famille des Centrosaurinae, apparentée à des animaux tels que Yehuecauhceratops et Crittendenceratops. Le type et la seule espèce est Menefeeceratops sealeyi, connu à partir d'un squelette partiel non articulé.

## Découverte et dénomination
Décrit pour la première fois dans la littérature scientifique en 1997, Menefeeceratops n'a pas reçu de nom jusqu'à ce qu'il soit réexaminé en 2021 par Sebastian Dalman, Peter Dodson et ses collègues. Le spécimen holotype, NMMNH P-25052, a été découvert dans les roches du Crétacé de la formation de Menefee. Menefeeceratops tire son nom de l'endroit où les fossiles ont été trouvés et en l'honneur de Paul Sealey, chercheur associé au Musée d'histoire naturelle et des sciences du Nouveau-Mexique qui les a découverts en 1996.

## Description

Comparaison de taille

Sur la base de comparaisons avec des animaux apparentés, notamment Styracosaurus, Vagaceratops et Centrosaurus, on pense que Menefeeceratops mesurait environ 4 à 4,5 mètres de long.